# Hạ Hà

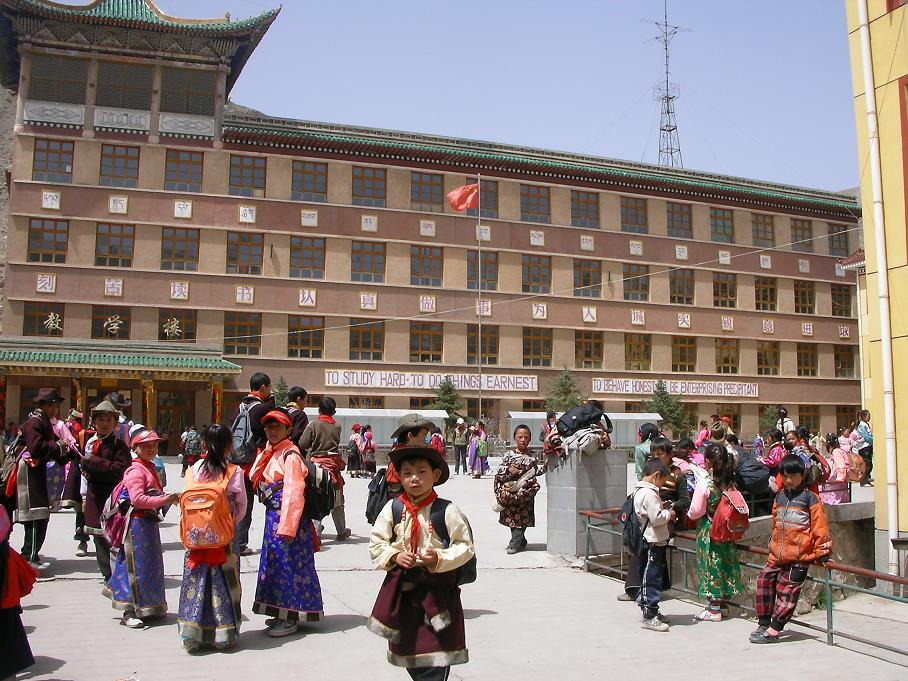
Trường Hạ Hà.

Hạ Hà (chữ Hán phồn thể: 夏河縣, chữ Hán giản thể: 夏河县, âm Hán Việt: Hạ Hà huyện, chữ Tạng: བསང་ཆུ་རྫོང་།) là một huyện thuộc địa cấp thị Cam Nam, tỉnh Cam Túc, Cộng hòa Nhân dân Trung Hoa. Huyện này có diện tích 6674 ki-lô-mét vuông, dân số năm 2004 là 80.000 người, người Tạng chiếm 78%. Mã số bưu chính của Hạ Hà là 747100. Chính quyền huyện đóng ở trấn Lạp Bốc Lăng. Ngày 15/3/2008 ở đây đã xảy ra cuộc nổi dậy của người Tây Tạng. Về mặt hành chính, huyện này được chia thành 1 trấn, 14 hương.

## Khí hậu
| Dữ liệu khí hậu của Hạ Hà                | Dữ liệu khí hậu của Hạ Hà | Dữ liệu khí hậu của Hạ Hà | Dữ liệu khí hậu của Hạ Hà | Dữ liệu khí hậu của Hạ Hà | Dữ liệu khí hậu của Hạ Hà | Dữ liệu khí hậu của Hạ Hà | Dữ liệu khí hậu của Hạ Hà | Dữ liệu khí hậu của Hạ Hà | Dữ liệu khí hậu của Hạ Hà | Dữ liệu khí hậu của Hạ Hà | Dữ liệu khí hậu của Hạ Hà | Dữ liệu khí hậu của Hạ Hà | Dữ liệu khí hậu của Hạ Hà |
| Tháng                                    | 1                         | 2                         | 3                         | 4                         | 5                         | 6                         | 7                         | 8                         | 9                         | 10                        | 11                        | 12                        | Năm                       |
| ---------------------------------------- | ------------------------- | ------------------------- | ------------------------- | ------------------------- | ------------------------- | ------------------------- | ------------------------- | ------------------------- | ------------------------- | ------------------------- | ------------------------- | ------------------------- | ------------------------- |
| Cao kỉ lục °C (°F)                       | 16.0 (60.8)               | 18.8 (65.8)               | 23.8 (74.8)               | 29.1 (84.4)               | 26.4 (79.5)               | 28.2 (82.8)               | 30.7 (87.3)               | 29.2 (84.6)               | 28.6 (83.5)               | 23.8 (74.8)               | 18.4 (65.1)               | 14.5 (58.1)               | 30.7 (87.3)               |
| Trung bình ngày tối đa °C (°F)           | 2.2 (36.0)                | 4.8 (40.6)                | 8.6 (47.5)                | 13.1 (55.6)               | 15.9 (60.6)               | 18.7 (65.7)               | 20.9 (69.6)               | 20.6 (69.1)               | 16.7 (62.1)               | 12.0 (53.6)               | 7.9 (46.2)                | 3.8 (38.8)                | 12.1 (53.8)               |
| Trung bình ngày °C (°F)                  | −8.0 (17.6)               | −4.9 (23.2)               | −0.3 (31.5)               | 4.7 (40.5)                | 8.5 (47.3)                | 11.9 (53.4)               | 13.9 (57.0)               | 13.3 (55.9)               | 9.5 (49.1)                | 4.0 (39.2)                | −1.8 (28.8)               | −6.7 (19.9)               | 3.7 (38.6)                |
| Tối thiểu trung bình ngày °C (°F)        | −15.2 (4.6)               | −11.9 (10.6)              | −6.6 (20.1)               | −1.6 (29.1)               | 2.7 (36.9)                | 6.4 (43.5)                | 8.5 (47.3)                | 8.1 (46.6)                | 4.8 (40.6)                | −1.0 (30.2)               | −8.1 (17.4)               | −13.8 (7.2)               | −2.3 (27.8)               |
| Thấp kỉ lục °C (°F)                      | −24.8 (−12.6)             | −22.9 (−9.2)              | −19.9 (−3.8)              | −11.8 (10.8)              | −9.4 (15.1)               | −1.4 (29.5)               | 1.3 (34.3)                | −0.4 (31.3)               | −5.5 (22.1)               | −12.4 (9.7)               | −19.0 (−2.2)              | −26.0 (−14.8)             | −26.0 (−14.8)             |
| Lượng Giáng thủy trung bình mm (inches)  | 2.9 (0.11)                | 4.2 (0.17)                | 11.1 (0.44)               | 26.1 (1.03)               | 60.7 (2.39)               | 65.3 (2.57)               | 96.4 (3.80)               | 81.5 (3.21)               | 72.4 (2.85)               | 31.6 (1.24)               | 4.3 (0.17)                | 1.3 (0.05)                | 457.8 (18.03)             |
| Số ngày giáng thủy trung bình (≥ 0.1 mm) | 3.6                       | 4.8                       | 7.9                       | 10.2                      | 15.5                      | 17.5                      | 17.2                      | 15.7                      | 16.3                      | 11.6                      | 3.3                       | 2.0                       | 125.6                     |
| Số ngày tuyết rơi trung bình             | 5.7                       | 7.2                       | 11.2                      | 9.7                       | 3.5                       | 0.4                       | 0.1                       | 0.1                       | 0.7                       | 6.5                       | 5.5                       | 3.8                       | 54.4                      |
| Độ ẩm tương đối trung bình (%)           | 45                        | 47                        | 51                        | 55                        | 61                        | 67                        | 71                        | 73                        | 74                        | 68                        | 53                        | 44                        | 59                        |
| Số giờ nắng trung bình tháng             | 192.5                     | 187.4                     | 215.2                     | 218.1                     | 208.2                     | 189.7                     | 207.4                     | 203.2                     | 164.7                     | 184.8                     | 196.1                     | 194.8                     | 2.362,1                   |
| Phần trăm nắng có thể                    | 61                        | 60                        | 58                        | 55                        | 48                        | 44                        | 47                        | 49                        | 45                        | 54                        | 64                        | 64                        | 54                        |
| Nguồn: Cục Khí tượng Trung Quốc          |                           |                           |                           |                           |                           |                           |                           |                           |                           |                           |                           |                           |                           |